# باول جونسون (سياسي أمريكي)
باول جونسون (بالإنجليزية: Paul Johnson)‏ هو سياسي أمريكي، ولد في 6 يوليو 1959 في فينيكس في الولايات المتحدة. حزبياً، نشط في الحزب الديمقراطي. وقد انتخب عمدة فينيكس، أريزونا (16 فبراير 1990 – 16 مارس 1994).